# 桑德希爾斯 (新澤西州米德爾塞克斯縣)
桑德希爾斯（英語：Sand Hills）是位於美國新澤西州米德爾塞克斯縣的非建制地區。

## 地理
桑德希爾斯所處的海拔為高於海平面77米（即253英呎），而該地所採用的時區為UTC-5，即北美东部时区（EST）。同時該地設有夏令時間，為UTC-5調快一小時，即UTC-4（EDT）。